# I'm Your Daddy
"I'm Your Daddy" (em português: Eu Sou o teu Papá) é o segundo single do sétimo álbum de estúdio da banda Weezer, Raditude. O lançamento da música foi feito no dia 20 de Janeiro de 2010. O single estreou-se no 30.º lugar no Modern Rock Charts. O videoclipe teve estreia exclusiva no site oficial da banda e no MySpace.

## Composição e escrita
A música foi composta por Cuomo e pelo compositor pop Dr. Luke. Cuomo descreveu à revista Billboard que a música tinha "uma vibração do som pesado típico da guitarra dos Weezer, com um pouco de influência de electro". Num artigo da Rolling Stone, Cuomo explicou que teve a ideia para a música quando a sua filha, Mia Cuomo, estava no hospital. De acordo com este, a sua filha estava hospitalizada devido a uma queda no valor de glóbulos brancos no sangue e os médicos não tinham a certeza se ia melhorar. Cuomo sentou-se ao seu lado durante cinco dias e sussurrava-lhe "You're my baby tonight, and I'm your daddy". A partir daí, Cuomo teve uma ideia para a tornar numa música depois da filha mostrar uma recuperação completa.

## Recepção
"I'm Your Daddy" foi classificada pela generalidade da crítica por reacções positivas. O escritor da revista Rolling Stone Rob Sheffield gostou de Raditude e assinalou "I'm Your Daddy" dizendo que "a vontade de Cuomo de gozar com o seu problema psicosexual só a faz (a música) mais pungente". O escritor do jornal New York Times Ben Ratliff denominou a música de "a batida-monstro da gravação" e disse que "traça a imagem de marca do pensamento-Weezer". Mesmo a crítica que não gostou do álbum aponta a música como uma das melhores do álbum; o jornal satírico The A.V. Club deu ao álbum um C+ no seu site mas mesmo assim referiu que "I'm Your Daddy" é um "pop bem construído".

## Vídeo musical
Dois vídeos musicais foram oficialmente lançados para "I'm Your Daddy". O primeiro videoclipe estreou no MySpace em 29 de Março de 2010. Foi filmado por Karl Koch durante a tour de 2009 da banda. Apresenta filmagens dos bastidores da banda e enquanto viajam, tal como filmagens dos membros da audiência e fãs. O segundo videoclipe estreou em 4 de Abril de 2010 no Vevo, Youtube e no site oficial da banda como um Vevo Go Show. Mostra uma actuação de rua da banda na zona infantil do Douglas Park em Santa Mónica, Califórnia, nos quais os espectadores eram transiuntes e pais com os seus filhos, que antes se encontravam a brincar no parque.
A vocalista dos Paramore, Hayley Williams, Sara Bareilles e o saxofonista Kenny G aparecem no videoclipe.